# Приміщення від'ємного тиску

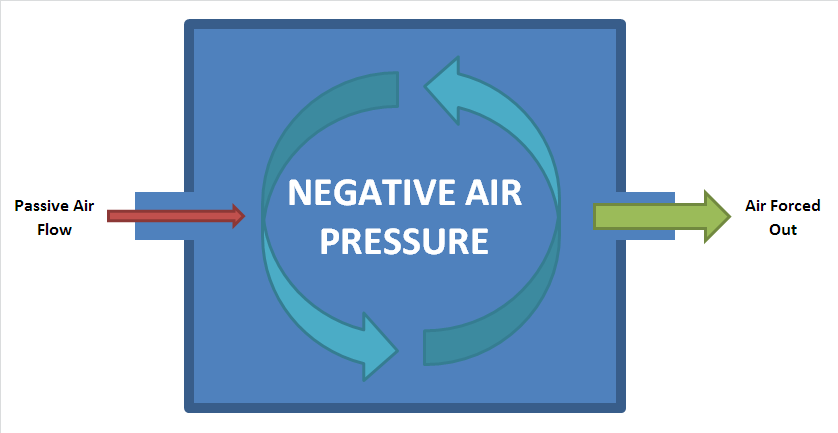
Внутрішнє повітря виштовхується так, що всередині створюється негативний тиск, який пасивно втягує сусіднє повітря в ізольоване приміщення крізь інші впускні отвори

Від'ємний тиск у приміщенні — це спосіб ізолювання, який використовується в лікарнях та медичних центрах для запобігання перехресного забруднення від кімнати до кімнати. Це передбачає вентиляцію, яка створює «від'ємний тиск» (тиск нижчий за навколишнє середовище), щоби повітря могло надходити у відокремлену кімнату, але не виходило з неї, оскільки природне повітря надходитиме з областей з більш високим тиском в місця з нижчим тиском, тож це запобігатиме потраплянню забрудненого повітря до сусідніх приміщень. Такий спосіб використовується для ізолювання хворих на повітряно-інфекційні захворювання, як от: туберкульоз, кір, вітряна віспа, важкий гострий респіраторний синдром (ГРВІ-CoV), респіраторний синдром Близького Сходу (MERS-CoV), грип та коронавірусна хвороба 2019 (COVID-19).

## Спосіб дії

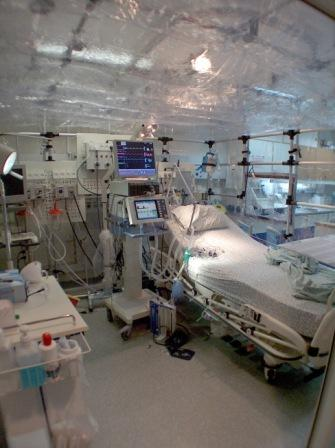
Всередині приміщення з від'ємним тиском

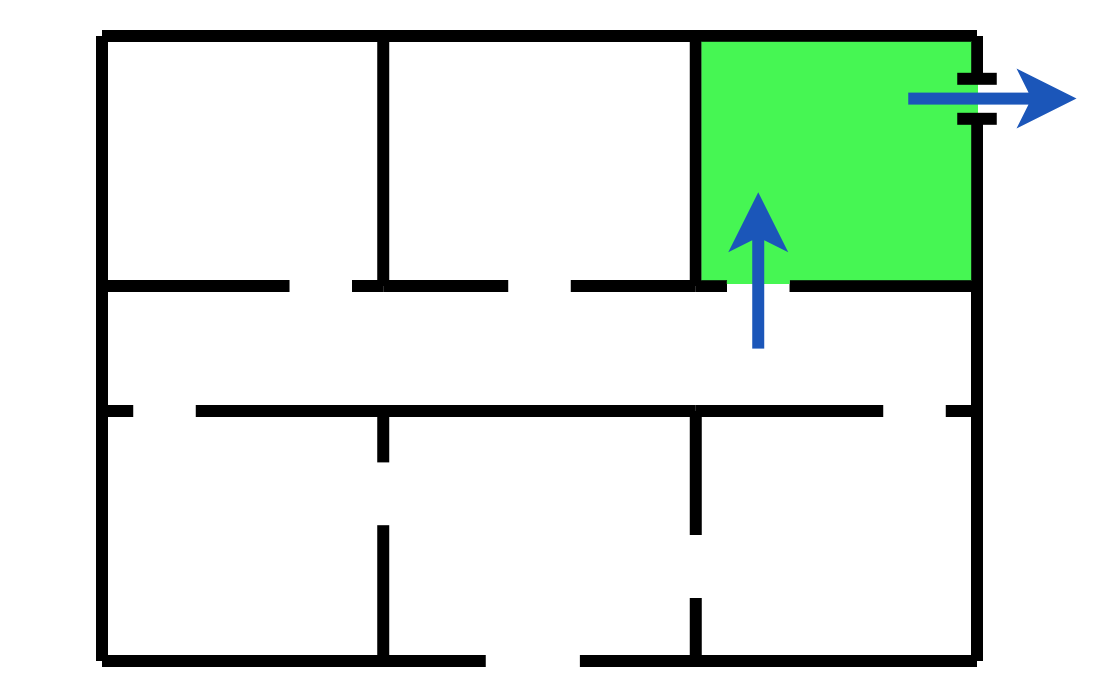
Схема мережі приміщень, де повітря (показане синім кольором) тече в одному напрямку з коридору до кімнати з від'ємним тиском (зелений). Використане повітря безпечно видаляється з зони крізь вентиляційну систему

Від'ємний тиск створюється та підтримується вентиляційною системою, яка виводить з приміщення більше відпрацьованого повітря, ніж кількість повітря що допускається в приміщення. Повітря впускається в приміщення крізь проміжок під дверима переважно, близько пів-дюйма (1,3 см) у висоту. За винятком цього зазору, приміщення повинно бути якнайбільше повітронепроникним, не допускати потрапляння повітря крізь шпарини та прогалини, наприклад, навколо вікон, світильників та електричних розеток. Витік із цих джерел може поставити під загрозу або повністю перешкодити створенню від'ємного тиску у приміщенні.
Оскільки неодмінно, у відпрацьованому повітрі є складники, як от хімічні забруднення, мікроорганізми або радіоактивні ізотопи, потрапляння яких у сусідній простір неприпустимо (тобто — первинне призначення приміщення з негативним тиском), вихід забрудненого повітря повинен щонайменше, розташовуватися на такій висоті, щоби воно не піддавало ризику людей в інших зайнятих приміщеннях. Зазвичай, це дах будівлі. Однак у деяких випадках, наприклад, у разі видалення повітря з мікроорганізмами з високим ступенем інфікування у приміщеннях біобезпеки 4 рівня, викиди спочатку треба механічно відфільтрувати або продезінфікувати ультрафіолетовим опроміненням чи хімічними засобами, перш ніж відправляти в довкілля. Стосовно ядерних установок, то там повітря постійно перевіряється на наявність радіоактивних ізотопів і зазвичай, очищується перед тим як випускатись крізь високий витяжний канал (вентиляційну трубу), щоби потрапити якомога вище в повітряний простір — подалі від зайнятих людьми приміщень.